# 차드의 경제
차드의 경제는 육지로 둘러싸인 나라의 지리적인 외진 곳, 가뭄, 사회 기반 시설의 부족, 그리고 정치적 혼란으로 고통 받고 있다. 인구의 약 85%가 가축 사육을 포함한 농업에 의존하고 있다. 아프리카 프랑스어권 국가 중 차드는 1994년 1월 통화의 50% 평가절하로부터 가장 적은 이익을 얻었다. 세계은행, 아프리카 개발 은행, 그리고 다른 출처들의 재정적인 원조는 주로 농업, 특히 가축 생산의 개선에 초점이 맞춰져 있다. 자금 부족으로 도바 인근 유전 개발은 당초 2000년에 완료될 예정이었으나 2003년까지 연기되었다. 최종적으로 개발되어 현재는 엑슨모빌에 의해 운영되고 있다. 차드의 GDP는 세계 143위이다.

## 같이 보기
- 차드
- 아프리카의 경제
- 유엔 아프리카 경제 위원회